# حارة الوديعة (المعلا)

تعديل مصدري - تعديل

حارة الوديعة هي إحدى حارات حي مدرم الواقع بمديرية المعلا التابعة لمحافظة عدن، بلغ تعداد سكانها 613 نسمة حسب تعداد اليمن لعام 2004.